# Passgång

Pass

Passgång är en tvåtaktig gångart som till exempel kameler, giraffer och vissa hästraser använder sig av. Utmärkande för denna gångart är att två ben på samma sida (till exempel höger fram- och bakben) förflyttas framåt samtidigt.
I till exempel Nordamerika är det vanligt att travhästar eller speciella passhästar körs eller rids i passlopp.
Passgångare som på engelska heter pacer är av samma ras som travare (eng. trotter). De härstammar alla ifrån en quartermärr som betäcktes av ett engelskt fullblod. Att sporten pacer inte finns i Sverige beror till största del på att vår djurskyddslagstiftning är strängare än i USA. På en pacer länkas nämligen benen ihop med remmar när de lär sig passgång, så att trav är omöjligt. Men remmarna används inte efter att de lärt sig det och många av hästarna är passgångare från födseln och behöver inte tränas med remmar. 

## Pass hos islandshästar
Flygande pass är en passgång främst hos islandshästar. Hästen sätter i samma sidas benpar nästan exakt samtidigt med ett svävmoment innan den sätter i andra sidans benpar. Då flygande pass går mycket snabbt, ibland snabbare än galopp i hög fart, och är ansträngande för hästen är det bäst att lägga passen på raksträckor. Därför används den framförallt som tävlingsmoment i bland annat kapplöpningssammanhang.
Om hästen passar utan sväv kallas det grisepass, eller är extremt passtaktig i tölten. Grisepass är icke önskvärd och hästar med dålig balans föredrar grisepassen som är energieffektivare. Eftersom grisepass tyder på styvhet hos hästen och att den är obalanserad och inte jobbar i en bra arbetsform är det inte önskvärt på tävlingsbanan. I grisepass sätter hästen samma benpar i marken samtidigt, alltså vänster framhov och bakhov sätts i marken på samma gång. På det sättet har hästen alltid två hovar i marken, vilket gör att den får bättre balans. Orsaker till att hästen utvecklar grisepass kan vara att vissa muskler är för svaga och att den är obalanserad. Ett säkert sätt att upptäcka grisepass är att från sidan se hur hästen sätter hovarna.